# Eupithecia arida
Eupithecia arida är en fjärilsart som beskrevs av Karl Dietze 1913. Eupithecia arida ingår i släktet Eupithecia och familjen mätare. Inga underarter finns listade i Catalogue of Life.